# Franck Bedrossian
Franck Bedrossian (* 3. Februar 1971 in Paris) ist ein französischer Komponist.

## Leben
Nach Kursen in Komposition, Orchestration und Analyse am Conservatoire à Rayonnement Régional in Paris studierte Franck Bedrossian Komposition bei Allain Gaussin. 1998 studierte er am Pariser Konservatorium in der Klasse von Gérard Grisey und später Marco Stroppa. Bedrossian schloss sein Studium mit einem ersten Preis für Analyse und einem Diplom für Komposition ab.
Von 2002 bis 2003 besuchte er den Kompositionskurs für elektronische Musik am IRCAM und erhielt Unterricht bei Brian Ferneyhough, Philippe Leroux, Tristan Murail und Philippe Manoury. Zudem besuchte er Kurse bei Helmut Lachenmann 1999 am Centre Acanthes und 2004 bei der Internationalen Ensemble Modern Akademie. Im Jahr 2001 erhielt Bedrossian ein Stipendium der Fondation Meyer und der Fondation de la vocation und von 2006 bis 2008 war er Stipendiat der Villa Medici. Von 2008 bis 2019 war er außerordentlicher Professor für Komposition an der University of California in Berkeley. Seit 2020 lehrt er an der Kunstuniversität Graz Komposition und Musiktheorie.
Bedrossians Werke wurden von international renommierten Ensembles gespielt, u. a. von den San Francisco Contemporary Music Players, dem SWR Symphonieorchester, dem Ensemble 2e2m, dem Quatuor Danel, dem Orchestre National de Lyon, dem Klangforum Wien, dem Ictus Ensemble, dem Moscow Contemporary Music Ensemble und dem Ensemble Intercontemporain. Sie spielten auf wichtigen Festivals der Neuen Musik wie u. a. dem ECLAT Festival Neue Musik Stuttgart, den Donaueschinger Musiktagen, dem Festival Ars Musica Brüssel, dem MaerzMusik-Festival, dem Festival d’Aix-en-Provence, dem Festival Musica Straßburg und dem Festival Internacional Cervantino. Seine Werke sind hauptsächlich beim Verlag Neue Musik und Gérard Billaudot Éditeur erschienen.

## Werke
- 1999: L’usage de la parole für Klarinette, Cello und Klavier
- 2000: La solitude du coureur de fond für Altsaxophon
- 2001: Pleine lune für Kinderchor, Violine, Fagott und Kontrabass
- 2001: La conspiration du silence für 35 Instrumente
- 2002: Transmission für Fagott und Elektronik
- 2003: Digital für Kontrabass, Schlagwerk und Elektronik
- 2004: It für Flöte, Klarinette, Altsaxophon, Violine, Cello, Kontrabass und Klavier (revidiert 2007)
- 2005: Charleston für 15 Musiker (revidiert 2007)
- 2005–2007: Tracés d’ombres für Streichquartett
- 2006: Division für Bassklarinette, Posaune, Kontrabass, Ensemble und Elektronik
- 2006: Cérémonie pour six mains enchantées für Klavier zu sechs Händen
- 2007: Lamento für Stimme und Live-Elektronik
- 2007–2008: Manifesto für acht Blasinstrumente
- 2008: Propaganda für Saxophonquartett und Elektronik
- 2008: Bossa Nova für Akkordeon solo
- 2009: La conspiration du silence, Fassung für 14 Instrumente
- 2009: Swing für 11 Instrumente
- 2010: Edges für Klavier und Schlagwerk
- 2010: Epigram I nach Texten von Emily Dickinson für Sopran und 11 Instrumente
- 2011: Accolade für Viola, Bassflöte und Kontrabassklarinette
- 2011: Technique für Fagott und Kontrabassklarinette
- 2012: Itself für Orchester
- 2012: Innersonic für E-Gitarre und Akkordeon
- 2013: The Edges are no Longer Parallel für Klavier und Elektronik
- 2014: Swirl für Akkordeon, Saxophon und Cello
- 2014: Epigram II nach Texten von Emily Dickinson für Sopran und 11 Instrumente
- 2014: The Spider as an Artist für Violoncello solo
- 2015: We met as Sparks für Bassflöte, Kontrabassklarinette, Viola und Violoncello
- 2015: I Lost A World The Other Day für Akkordeon und Streichquartett
- 2016: Twist für Orchester und Live-Elektronik
- 2017: Vayehi erev vayehi boker für großes Ensemble
- 2018: Epigram III nach Texten von Emily Dickinson für Sopran und 11 Instrumente
- 2018: A chamber to be haunted für zwei Violinen
- 2018: Pour les corps électriques für präpariertes Klavier
- 2019: Le lieu et la formule für großes Ensemble
- 2020–2021: Don Quixote Concerto – Memories of a knight errant für einen Pianisten, seinen Assistenten und ein Kammerorchester
- 2022: Départs de feu für verstärkten Mezzosopran

## Auszeichnungen
- 2004: Prix Hervé Dugardin der SACEM
- 2005: Prix Pierre Cardin der Académie des Beaux Arts
- 2007: Grand Prix SACEM für junge Komponisten
- 2011: Chevalier des Arts et des Lettres[5]